# Rinnovamento di Agosto
Il Rinnovamento di Agosto (in polacco: Nowela sierpniowa) del 2 agosto 1926 si riferisce ai cambiamenti (emendamenti costituzionali) apportati alla Costituzione di Marzo del 1921.
Fu votata dopo il colpo di stato di Józef Piłsudski ed assegnò al Presidente:
- il potere di sciogliere il Sejm e il Senato della Polonia (le due camere del Parlamento);
- il diritto ad emettere leggi (rozporządzenia)
- togliere il potere al Sejm per scioglierlo;
- dichiarare che se il Sejm non riusciva ad accordarsi sul bilancio, questo poteva essere approvato dal governo.